# 吴台镇
吴台镇，是中华人民共和国河南省周口市郸城县下辖的一个乡镇级行政单位。

## 行政区划
吴台镇下辖以下地区：
吴台村、晋菜园村、张楼村、大张庄村、李岗楼村、河湾村、李庄村、刘三关村、大顾寨村、孟岭村、晋老家村、张小楼村、大吴庄村、三王岭村、瓜赵庄村、杨老家村、邵庄村、周楼村、岳桥村、方营村、大牛岭村、小顾庄村、晋允庄村、杨庄村和孙楼村。